# Karma Clima
| Recensione       | Giudizio |
| ---------------- | -------- |
| SentireAscoltare | [ 1 ]    |
| OndaRock         | [ 2 ]    |

Karma Clima è l'undicesimo album del gruppo musicale italiano Marlene Kuntz, pubblicato il 30 settembre 2022 dalla Ala Bianca e dalla Warner. Il disco, anticipato dai singoli La fuga e Vita su Marte, è nato dal progetto omonimo svoltosi in tre residenze diverse tra ottobre e dicembre 2021, con lo scopo di riqualificare i territori del Cuneese di Ostana, Piozzo e la Borgata Paraloup di Rittana e di sensibilizzare con eventi sul tema della crisi climatica, su attività locali, artistiche e culturali. Le tracce, infatti, affrontano in gran parte i temi del cambiamento climatico in modo introspettivo e intimo, caratterizzate da un sound intriso di pianoforti, synth analogici e orchestrazioni arrangiate da Davide Arneodo con la partecipazione della Budapest Art Orchestra, e include un featuring con Elisa dal titolo Laica preghiera.

## Tracce
Testi di Cristiano Godano, musiche di Marlene Kuntz.
1. La fuga – 5:11
2. Tutto tace – 3:13
3. Lacrima – 3:01
4. Bastasse – 3:13 (musica: Marlene Kuntz, Taketo Gohara)
5. Laica preghiera (feat. Elisa) – 4:25
6. Acqua e fuoco – 3:35
7. Scusami – 4:01
8. Vita su Marte – 3:20
9. L'aria era l'anima – 5:33

## Formazione
- Cristiano Godano – voce, chitarra
- Riccardo Tesio – chitarra, synth
- Luca "Lagash" Saporiti – basso
- Sergio Carnevale – batteria, percussioni
- Davide Arneodo – pianoforte, tastiere, cori, arrangiamenti orchestrali, synth

### Altri musicisti
- Budapest Art Orchestra – strumenti ad arco
- Elisa – voce in Laica preghiera
- Alessandro "Asso" Stefana – lap steel guitar, charango, cuatro, omnichord in Acqua e fuoco e L'aria era l'anima
- Taketo Gohara – tamburello e synth in Tutto tace, Bastasse, Acqua e fuoco e L'aria era l'anima
- Debora Cesti – cori gospel in La fuga, Tutto tace e Acqua e fuoco
- Denise Dimé – cori gospel in La fuga, Tutto tace e Acqua e fuoco
- Laslie Sackey – cori gospel in La fuga, Tutto tace e Acqua e fuoco
- Ryu Gohara – cori in L'aria era l'anima
- Yae Gohara – cori in L'aria era l'anima

### Produzione
- Taketo Gohara – registrazioni, missaggio
- Davide Arneodo – missaggio
- Alessandro "Asso" Stefana – registrazioni
- Niccolò Fornabaio – registrazioni
- Giovanni Versari – mastering

## Classifiche
| Classifica (2022) | Posizione massima |
| ----------------- | ----------------- |
| Italia            | 32                |